# Војислав Вукчевић
Војислав Вукчевић (Осијек, 4. јул 1938 — Београд, 24. октобар 2016) био је правник, бивши министар за дијаспору у Влади Републике Србије, бивши редовни професор и декан Правног факултета у Осијеку.

## Школовање
Основну школу завршио је 1952. године у Белом Манастиру, гимназију 1957. у Осијеку, дипломирао је 1961. године на Правном факултету у Београду, магистрирао 1967. на истом факултету, а докторирао 1974. на Правном факултету у Новом Саду.

## Кретање у служби
- Био је судски приправник, судија и председник Општинског суда у Белом Манастиру од 1962. до 1976. године.
- Доцент, ванредни и редовни професор, продекан и декан на Правном факултету у Осијеку од 1976. до 1991. године.
- Адвокат у Београду од 1991. до 2004. године.
- Министар за дијаспору у Влади Републике Србије од 3. марта 2004. до 2007. (?).

## Стручне активности
- Објавио је више научних и стручних радова.
- Учествовао је на саветовањима у земљи и иностранству.
- Објавио је више (чланака) радова у „Нашој Борби“ и другим новинским издањима од 1991. до 2000.
- У зборнику радова Три стољећа Беља (Осијек, 1986) објавио је чланак "Правни положај 'Беља'" (pp. 385–393).

## Друштвене активности
- Основао је Српску демократску странку (СДС) у Барањи и Источној Славонији у јуну 1990.
- Био је потпредседник Извршног одбора СДС-а за Хрватску. Због неслагања с политиком странке напустио је СДС у априлу 1991.
- У мају 1991. постао је члан Српског покрета обнове (СПО), затим посланик у Скупштини Србије 1992. СПО-а, потпредседник Извршног одбора СПО-а, генерални секретар СПО-а од 1994. до 2005. године.
- Био је министар за односе са Србима изван Србије од 24. октобра 2000. до 24. јануара 2001.
- Члан је Председништва Српског покрета обнове од 2005.

## Везе с Барањом
Др. Вукчевић није прекинуо везе с Барањом. И данас има кућу у Белом Манастиру, а као министар помаже разне пројекте у Барањи (нпр. оснивање библиотеке у Кнежевим Виноградима, санација влаге у Цркви светог архангела Михаила у Белом Манастиру, Трибину „Браћа Кашанин“...).